# Санхуан Нортес, Педро
Педро Санхуан Нортес (исп. Pedro Sanjuán Nortes; 15 ноября 1886, Сан-Себастьян — 18 октября 1976, Вашингтон) — испанско-американский дирижёр и композитор.
Учился в Мадридской консерватории у Хоакина Турины и Бартоломе Переса Касаса и в парижской Schola Cantorum у Венсана д’Энди.
Наиболее важным в историческом отношении периодом в деятельности Санхуана была его работа в Гаване, куда он приехал в 1923 г. Уже через год под его руководством возник Филармонический оркестр Гаваны, ключевые позиции в котором заняли его молодые ученики — в частности, 23-летний Амадео Рольдан, ставший первым концертмейстером. Санхуан прилагал много усилий для того, чтобы оркестр не был провинциальным, привлекая для этого заметных солистов и исполняя актуальную музыку: так, скрипичный концерт Игоря Стравинского был исполнен в Гаване Самуилом Душкиным 29 февраля 1932 г., через 4 месяца после мировой премьеры.
В 1932—1936 гг. Санхуан Нортес преподавал в Испании, затем на несколько лет вернулся на Кубу, а в 1942 г. окончательно обосновался в США, первоначально в Северной Каролине. С 1947 г. гражданин США.
Среди сочинений Санхуана наибольшую известность приобрела симфоническая сюита на афрокубанские мотивы «Чёрная литургия» (исп. Liturgia negra; 1930), шокировавшая испанскую публику своими антильскими ритмами, однако удостоенная в Испании национальной музыкальной премии. Многие другие произведения Санхуана, однако, носят отчётливый кастильский или андалузский колорит.